# Margency
Margency – miejscowość i gmina we Francji, w regionie Île-de-France, w departamencie Dolina Oise.
Według danych na rok 1990 gminę zamieszkiwało 2745 osób, a gęstość zaludnienia wynosiła 3813 osób/km² (wśród 1287 gmin regionu Île-de-France Margency plasuje się na 421. miejscu pod względem liczby ludności, natomiast pod względem powierzchni na miejscu 892.).